# Paluzza
Paluzza (friuli nyelven Paluce) település Olaszországban, Friuli-Venezia Giulia régióban, Udine megyében. Lakosainak száma 1973 fő (2023. január 1.). Paluzza Cercivento, Forni Avoltri, Paularo, Rigolato, Treppo Ligosullo, Arta Terme, Comeglians, Sutrio, Ravascletto, Kötschach-Mauthen és Lesachtal községekkel határos.

## Népesség
A település népességének változása:
| Lakosok száma | 2192 | 2158 | 1973 |
|               | 2017 | 2018 | 2023 |